# Albrecht II. Alcibiades

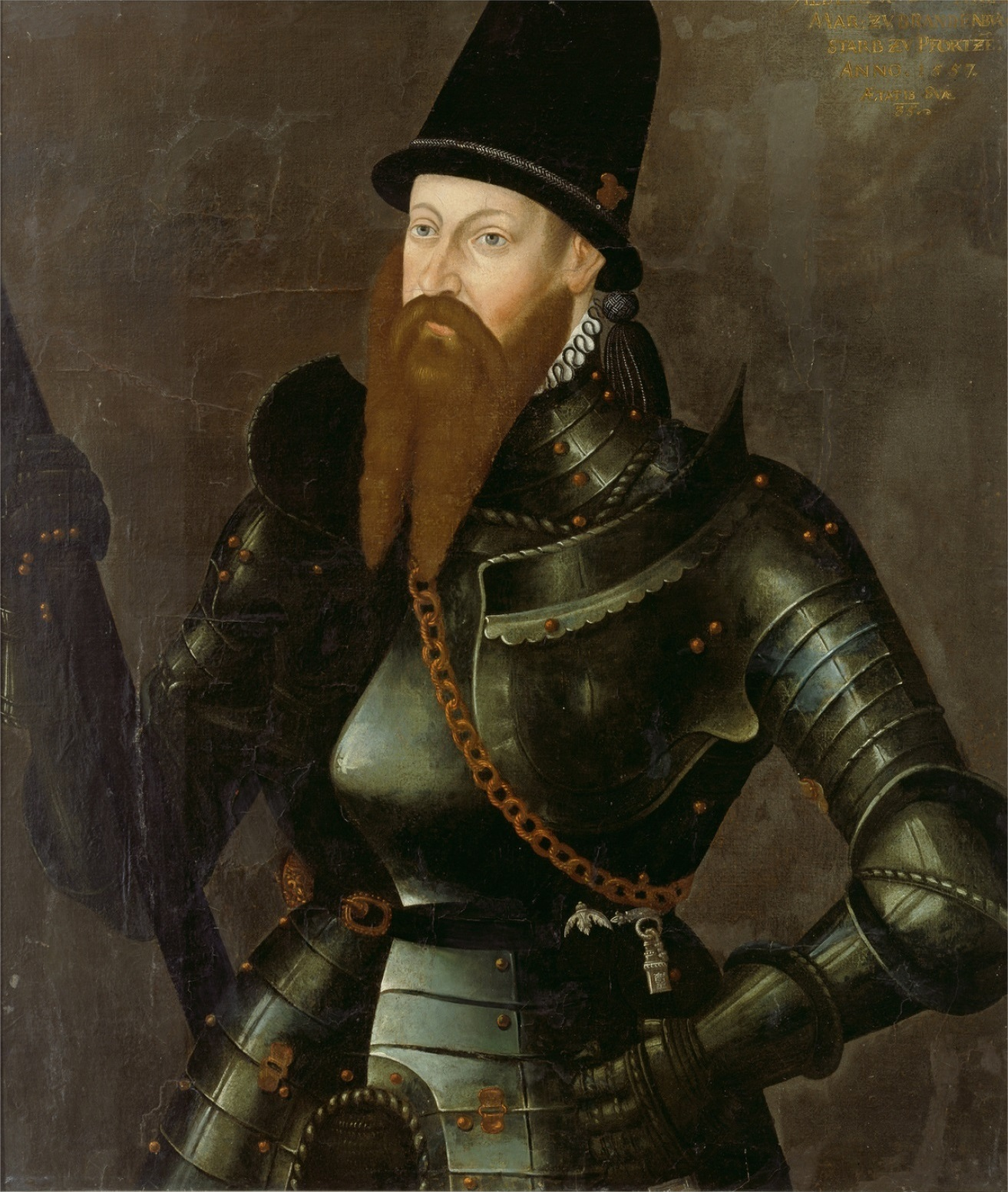
Zeitgenössische Darstellung

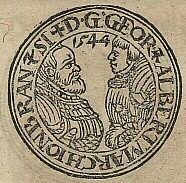
Georg und Albrecht gemeinsam auf einer Münze von 1544

Albrecht II. Alcibiades von Brandenburg-Kulmbach (* 28. März 1522 in Ansbach; † 8. Januar 1557 in Pforzheim) war Markgraf von Brandenburg-Kulmbach von 1541 bis 1554. Bis zu seiner Volljährigkeit regierte für ihn sein Onkel Georg der Fromme in der Zeit von 1527 bis 1541.

## Leben

### Herkunft und Name
Albrecht stammte aus der Familie der fränkischen Hohenzollern (siehe auch Stammliste der Hohenzollern). Seinen Beinamen Alcibiades erhielt er unter Anspielung auf den athenischen Staatsmann Alkibiades (450–404 v. Chr.), andere Beinamen waren Bellator – der Krieger – und der Ächter, da er zweimal mit der Reichsacht belegt worden war. Er war ein Sohn des Markgrafen Kasimir und dessen Frau, der 21 Jahre jüngeren Susanna von Bayern. Kasimir übergab, ehe er auf einem Feldzug gegen die Ungarn in Ofen starb, Albrecht in die Obhut von dessen Onkel Georg. Seine Mutter Susanna heiratete den Pfalzgrafen Ottheinrich. Da sie an dessen Hof zog, blieb Albrecht als Erbe des Markgraftums zurück und wuchs somit ohne Eltern auf.
Überlegungen zu seiner Ausbildung waren eingeschränkt durch die Finanzmittel des hochverschuldeten Markgrafentums, so dass diese Aufgabe einem Hauslehrer auf der Plassenburg überlassen blieb. Ein weiterer Onkel, Herzog Albrecht von Preußen, bemühte sich ebenfalls um ihn. Zudem spielte die Glaubensfrage eine wichtige Rolle, wobei sich Georg mit einer protestantischen Erziehung durchsetzte. Andere Kräfte, darunter auch Ferdinand I. oder Karl V., hätten den zukünftigen Herrscher gerne als Fürsprecher des Katholizismus gesehen. Albrecht selbst verhielt sich in religiösen Angelegenheiten leidenschaftslos, alle seine Interessen galten Pferden und Waffen. Bei einem Trinkgelage in Crailsheim anlässlich der Hochzeit seiner Schwester Marie, nach dem der Hofmeister und vier weitere Mitzecher starben, verfiel er in ein viertägiges Koma.
Mit Vollendung des 18. Lebensjahres bemühte sich Albrecht gegenüber seinem Vormund Georg, seinen Machtanspruch als Herrscher durchzusetzen. Georg, der 1539 mit Georg Friedrich den lange erhofften Sohn und Erben bekam, versuchte die Mündigkeit bis zur Vollendung des 24. Lebensjahres hinauszuschieben. Dennoch wurde Albrecht 1541 regierender Markgraf von Brandenburg-Kulmbach. Als solcher brachte er 1541 seinen Leibarzt Seyfferth nach Neustadt an der Aisch, wo Albrecht ab 1547 residierte und die Landeshauptmannschaft für das Unterland einrichtete. Bereits 1540 hatte er sich mit Wilhelm von Grumbach befreundet, den er um 1553 in seine Dienste aufnahm. Als Georg schließlich 1543 verstarb, hätte es Albrecht zugestanden, die Vormundschaft über Georg Friedrich und damit die Herrschaft über das Brandenburg-Ansbach zu übernehmen; er konnte sich aber gegen den politischen Widerstand, nicht zuletzt der Ansbacher Räte, nicht durchsetzen.

### Schmalkaldischer Krieg und Fürstenaufstand

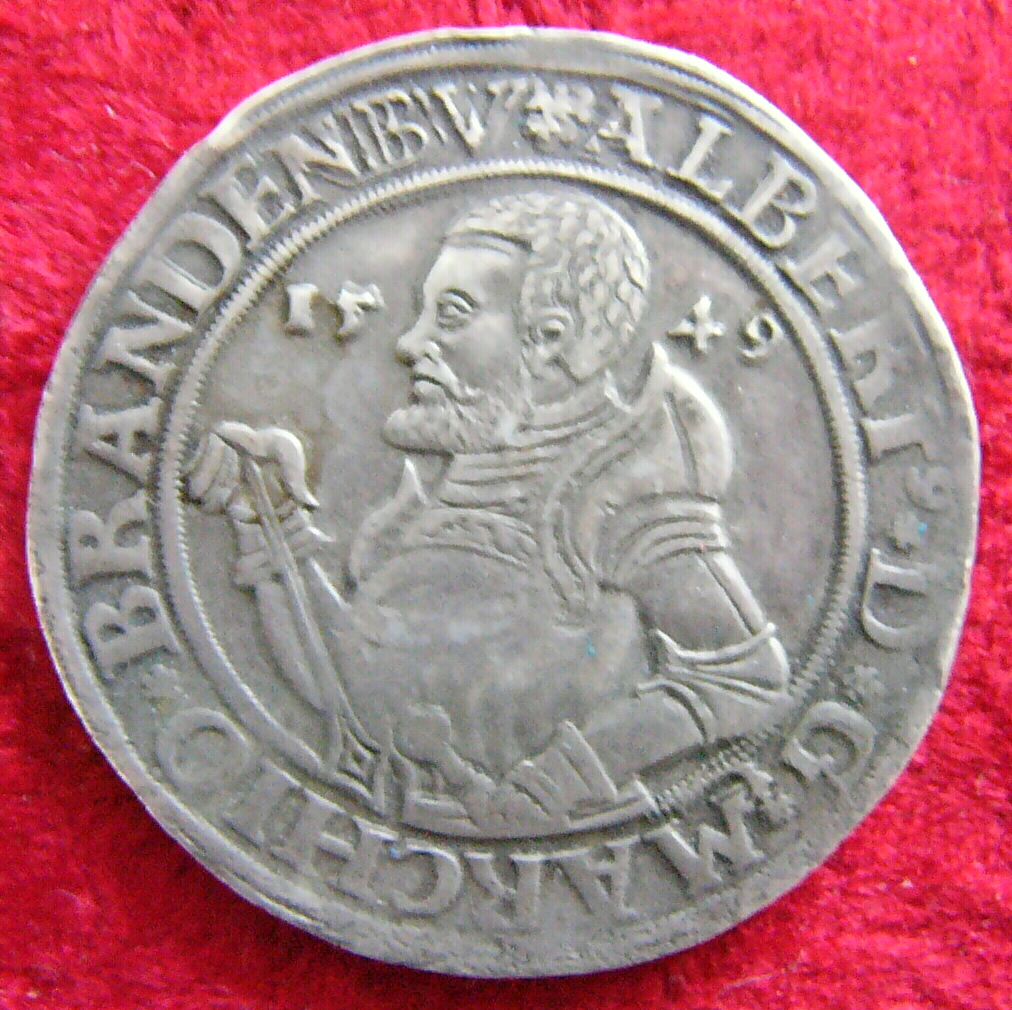
Münze mit dem Porträt des Markgrafen

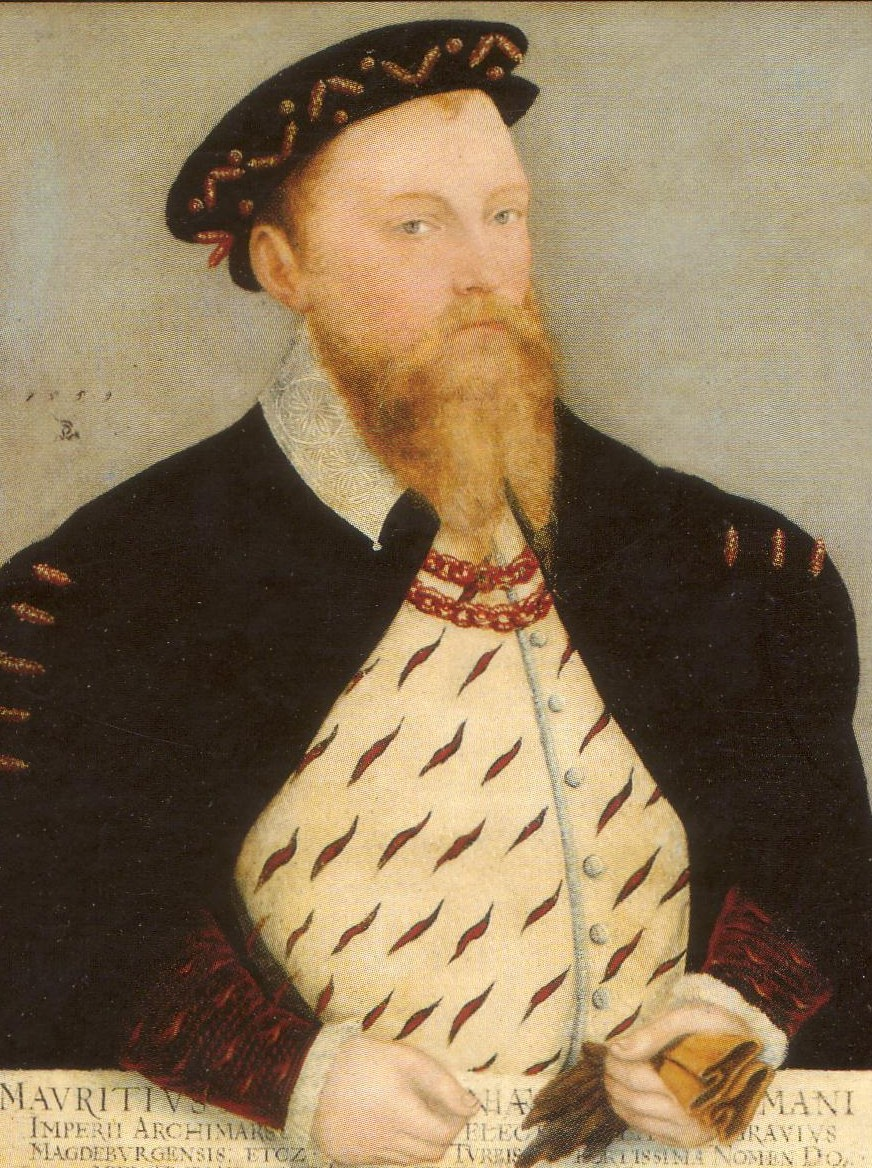
Moritz von Sachsen nach einem Gemälde von Lucas Cranach dem Jüngeren

Plan der Schlachtaufstellung bei Sievershausen, markgräfliche Truppen in Blau

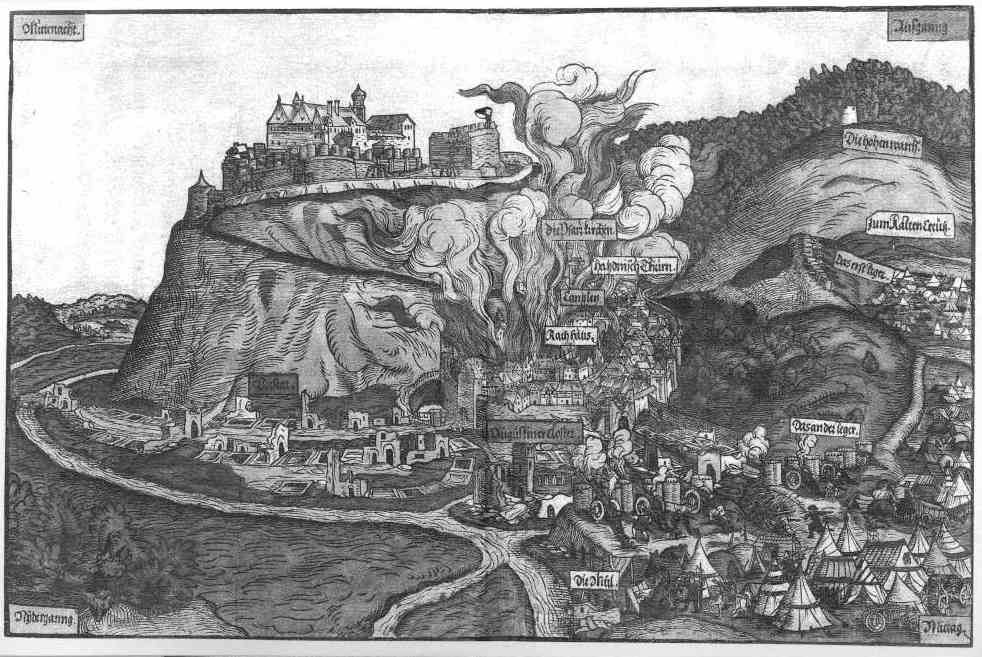
Belagerung der Plassenburg, zeitgenössischer Holzschnitt von Hans Glaser

Albrecht stellte sich früh in die Dienste des Kaisers Karl V. und setzte damit die Tradition der Markgrafen fort, als Gefolgsleute die Habsburger Herrscher zu unterstützen. Im Kampf gegen Frankreich unter Franz I. führte Albrecht 400 seiner Reiter an. Hier freundete er sich mit Herzog Moritz von Sachsen an.
Obwohl selbst Protestant, kämpfte Albrecht im Schmalkaldischen Krieg (1546–1547) als Söldner- und Reiterführer auf der Seite des katholischen Kaisers Karl V. Zunächst befand er sich im Gefolge des Kaisers in seinem Feldzug an der Donau. Gemeinsam mit Moritz von Sachsen fiel er dann in Kursachsen unter Johann Friedrich I. ein, wurde allerdings schnell in Rochlitz gefangen gesetzt. Bis zum Ende des Krieges war er Gefangener auf der Leuchtenburg, zuletzt in Kahla. Die kaiserliche Armee entschied den Kriegsverlauf schließlich in der Schlacht bei Mühlberg. Während Moritz von Sachsen mit der Kurfürstenwürde belohnt wurde, blieb der Kaiser Albrecht selbst vereinbarte Zahlungen schuldig. Belohnt wurde er mit Amt und Schloss Königsberg.
Albrecht distanzierte sich daraufhin vom Kaiser und schmiedete mit dem Kurfürsten Moritz von Sachsen geheime Pläne, die zum Fürstenaufstand (1552) führten. Es gelang dabei, auch den französischen König Heinrich II. im Vertrag von Chambord für ein Bündnis zu gewinnen. Ihm wurde für seine Unterstützung die Abtretung der lothringischen Grenzbistümer Toul, Metz und Verdun zugesichert. Albrecht zog mit den anderen Fürsten in Augsburg ein und lagerte vor Ulm. Der Fürstenaufstand gelang und zwang Karl V. zur Flucht nach Italien. Im Passauer Vertrag von 1552 wurde der Protestantismus anerkannt. Albrecht führte seine Kampfhandlungen weiter, im Kampf gegen katholische Fürstbischöfe suchte er seinen Einfluss in Franken auszuweiten. Kurzfristig verstärkte sein nahes Heer Karl V. bei der Belagerung der Festung Metz, der sich dafür bereit erklärt hatte, die Zugeständnisse, die Albrecht dem Bamberger und Würzburger Bischof abgenötigt hatte, anzuerkennen. Die Belagerung jedoch misslang, und die Absprache war nicht von Bestand. Albrecht hielt den Herzog von Aumale, Claude de Lorraine, den er während der Belagerung gefangen nahm, auf der Plassenburg gefangen und gab ihn nach einer Lösegeldzahlung wieder frei.

### Niederlage im Zweiten Markgrafenkrieg
Der Zweite Markgrafenkrieg (1552–1555) entwickelte sich unmittelbar aus dem Fürstenaufstand heraus weiter. Albrechts Absichten waren neben der Bekämpfung des Katholizismus, was durch Plünderung und Brandschatzung der Hochstifte auch lukrativ war, die Vergrößerung seines Einflussbereiches in Franken. Er hegte die Vorstellung eines Herzogtums Franken unter der Herrschaft der Hohenzollern.
Die Kampfhandlungen richteten sich damit zunächst gegen seine unmittelbaren Nachbarn. Er belagerte die Reichsstadt Nürnberg und verwüstete das zugehörige Umland, Nürnberg verpflichtete er trotz der erfolglosen Belagerung zu hohen Zahlungen. Er belagerte und besetzte Forchheim. Auch die Hochstifte Würzburg unter Melchior Zobel von Giebelstadt und Bamberg unter Weigand von Redwitz zwang er zu hohen Zahlungen und nötigte sie dazu, erheblichen Landbesitz an ihn abzutreten. Kaiser Karl V. erkannte diese Verträge jedoch nicht an und setzte Albrecht in die Reichsacht.
Albrecht befehdete auch die Reichsstadt Schweinfurt und die rheinischen Kurfürst-Erzbischöfe Sebastian von Heusenstamm von Mainz und Johann V. von Isenburg von Trier. Betroffen waren z. B. Mainz, Worms, Oppenheim, Metz, Verdun, Frankfurt oder Speyer (siehe auch Geschichte der Stadt Speyer). Vom Speyerer Bischof Philipp von Flersheim verlangte er eine Brandschatzung von 150.000 Gulden und zerstörte, als ihm diese verweigert wurde, die Madenburg und das Hambacher Schloss, dessen Ruine 1832 zum deutschen Freiheitssymbol wurde. 1553 erlitt Albrecht II. Alcibiades von Brandenburg-Kulmbach bei Kreuznach, einer Residenzstadt seines Schwagers Kurfürst Friedrich III. „des Frommen“ von Pfalz-Simmern, einen Jagdunfall.
Im Jahr 1553 besiegte ihn in der Schlacht bei Sievershausen ein Zusammenschluss deutscher Fürsten, das sogenannte bundesständische Heer unter Moritz von Sachsen als Oberbefehlshaber, an dem sich auch der Bruder des Kaisers – König Ferdinand I. – beteiligte. Moritz verstarb nach der Schlacht an den Folgen seiner Verletzungen. Albrechts Heimatlande in Franken wurden verheert, Bayreuth, Hof, Neustadt an der Aisch und Kulmbach gingen noch 1553 in Flammen auf (siehe Belagerung von Hof). Die Plassenburg, Residenz und Landesfestung der fränkischen Hohenzollern, wurde bis Juni 1554 belagert und nach der Übergabe zerstört (siehe Belagerung von Kulmbach und der Plassenburg).

### Ächtung und früher Tod

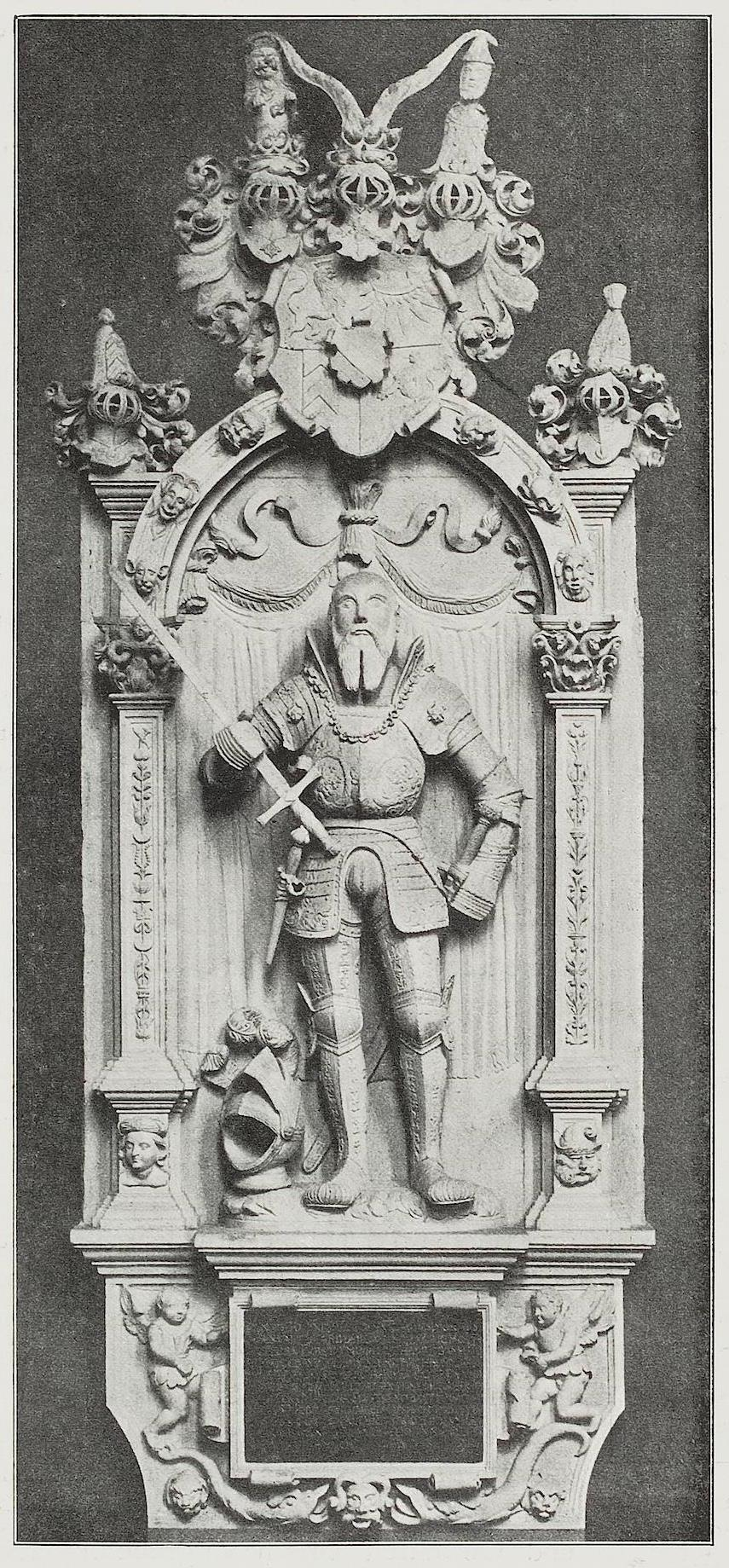
Grabdenkmal für Markgraf Albrecht II. Alcibiades

Albrecht, der sich in Schweinfurt aufhielt, wurde erneut geächtet. Bei seinem Auszug aus der Stadt 1554 kam es zur letzten Schlacht von Schwarzach. Albrecht, vernichtend bei Kloster Schwarzach geschlagen, floh zunächst nach Frankreich und bemühte sich um Verhandlungen, die zuletzt auf dem Regensburger Reichstag ergebnislos blieben. Die letzten Jahre seines jungen Lebens verbrachte er in Pforzheim bei seiner Schwester Kunigunde und ihrem Ehemann Karl II. von Baden. Er ist in der Schlosskirche in Pforzheim bestattet. Das Markgrafentum ging nach einer Übergangsphase, in der es von kaiserlichen Sequestern verwaltet wurde, an den Ansbacher Markgrafen Georg Friedrich über.